# Myriam Benraad
Myriam Benraad est une politologue française, spécialiste du monde arabe.

## Biographie
Myriam Benraad est née le 2 mars 1981 à Marseille.[réf. nécessaire]

### Formation
En 2002, Myriam Benraad est diplômée de l'Institut d'études politiques de Paris. En 2011, elle obtient le titre de docteure en science politique.

### Parcours universitaire
Dans le cadre de ses recherches au Moyen-Orient, elle évoque dès la fin 2006, l'émergence de l'État islamique et sa centralité dans l'évolution et les reconfigurations de la longue crise irakienne,.
Sa thèse de doctorat, soutenue en janvier 2011, porte sur l'expérience sociopolitique et identitaire des Arabes sunnites irakiens au prisme de l'occupation américaine.
Depuis 2013, elle est chercheuse associée à l'IREMAM.
En 2015, elle est parmi les trois finalistes du prix Brienne du livre géopolitique, remis par l'association « Lire la société » en partenariat avec le ministère de la Défense ainsi que pour le prix mondes en guerre, mondes en paix du Salon du Livre d'Histoire de Verdun pour son ouvrage « Irak : la revanche de l'Histoire. De l'occupation étrangère à l’État islamique »,. Ce dernier a fait l'objet de nombreuses critiques dans la presse,.
Depuis septembre 2017, elle est professeure assistante en science politique à l'université de Leyde aux Pays-Bas.
Ses domaines de recherches sont :
- Identités, communautés et ethnicités au Moyen-Orient
- Histoire et recompositions sociopolitiques de l’Irak contemporain
- Autoritarismes et transitions ; « justice transitionnelle » et réconciliation nationale
- Islam politique et phénomènes de radicalisation dans les sociétés arabo-musulmanes[10].

### Parcours professionnel
Depuis 2003, parallèlement à ses recherches académiques, elle participe à diverses missions de consultance en Afrique du Nord et au Moyen-Orient, plus particulièrement consacrées à l'Irak. Elle est, à cet égard, analyste des politiques à l'OCDE, chargée de politique à la BEI et experte spécialiste de l'Irak pour le programme Afrique du Nord et Moyen-Orient de la Banque mondiale. Elle est aussi une consultante régulière pour le Service européen pour l'action extérieure, le Conseil de l'Europe et le Bureau européen d'appui en matière d'asile[source insuffisante].
Le 3 avril 2019 les sénateurs de la commission des affaires étrangères, de la défense et des forces armées ont reçu Myriam Benraad à propos de la reconstruction de l'Irak.
Elle est membre de l'AFSP, de la Middle East Studies Association (MESA), et du Centre international de lutte contre le terrorisme (ICCT, La Haye).
En dehors de sa spécialité principale, ci-dessus, Myriam Benraad travaille sur le thème du cyber harcèlement. Elle critique le fait que les gouvernements annoncent depuis longtemps engager une lutte contre ce qu'elle nomme les « cyberpsychopathes » et que, dans les faits, rien de concret ne soit lancé. Elle analyse les effets dévastateurs que cela provoque chez les « cybervictimes »  qui font l'objet d'appel à la haine ou au meurtre. Elle-même a dû quitter Internet pendant une période "pour des raisons de sécurité".

## Publications

### Ouvrages
- Mécanique des conflits. Cycles de violence et résolution, Cavalier bleu éditions, 2024[17]
- L'Irak par-delà toutes les guerres. Idées reçues sur un état en transition, Paris, Le Cavalier Bleu, coll. « Idées reçues », 2018, 208 p.  (ISBN 979-10-318-0289-3)
- Jihad : des origines religieuses à l'idéologie. Idées reçues sur une notion controversée, Paris, Le Cavalier Bleu, coll. « Idées reçues », 2018, 216 p. (ISBN 979-10-318-0256-5, lire en ligne)
- L'État islamique pris aux mots, Paris, Armand Colin, coll. « Engagements », 2017, 192 p. (ISBN 978-2-200-61788-2 et 2-200-61788-7, lire en ligne)
- Irak : de Babylone à l'État islamique : Idées reçues sur une nation complexe, Paris, Le Cavalier Bleu, coll. « Idées reçues / Grand angle », 2015, 184 p. (ISBN 978-2-84670-650-6, lire en ligne)
- Irak, la revanche de l'histoire. De l'occupation étrangère à l'État islamique, Paris, Vendémiaire, coll. « Chroniques », 2015, 285 p. (ISBN 978-2-36358-053-5, lire en ligne)
- Tribus, tribalisme et transition(s) dans le monde arabo-musulman, Paris, Maghreb-Machrek, 2012, 160 p. (ISSN 1762-3162, lire en ligne)
- L'Irak, Paris, Le Cavalier Bleu, coll. « Idées reçues / Histoire & civilisations » (no 212), 2010, 128 p. (ISBN 978-2-84670-309-3)

### Contributions dans des ouvrages collectifs
- « L'armée au cœur de l'impasse irakienne », dans Les armées dans les révolutions arabes, Rennes, Presses universitaires de Rennes., coll. « Essais », 2016, 144 p. (ISBN 978-2-7535-4360-7, lire en ligne)
- « Da‘esh a long decade of Sunni Arab alienation in Iraq and the Middle East », dans Iraq at a Crossroads, Madrid, Casa Árabe/Fondation Friedrich Ebert, 2015
- « Irak : le double échec des Frères musulmans dans un pays en voie de partition », dans Les Frères musulmans et le pouvoir (2011-2014), Paris, Galaade, 2014, 368 p. (ISBN 978-2-35176-356-8)
- « L’Irak entre violence, dissensions politiques et enjeux de la réconciliation : le cas du Parti islamique irakien », dans Justice, religion, réconciliation, Paris, L'Harmattan, 2014, 206 p. (ISBN 978-2-343-03311-2)
- « Dynamiques et recompositions identitaires en Irak (2003-2008) », dans Quel avenir pour l’Irak ?, Paris, L'Harmattan/Cahiers du GIPRI n°8, 2011, 138 p. (ISBN 978-2-296-13177-4)

### Articles
- « La vengeance, ressort mobilisateur de l’État islamique », Politique étrangère, no 4,‎ 2017, p. 53-62 (ISBN 9782365677578, lire en ligne)
- « “Nous contre eux” : l’État islamique ou la narration militante d’une altérité radicale », Confluences Méditerranée, no 102,‎ 2017, p. 75-87 (ISBN 9782343133577, lire en ligne)
- « À l’ombre de Mossoul : l’Irak entre hyper-fragmentation et frontières incertaines », Confluences Méditerranée, no 101,‎ 2017, p. 67-79 (ISBN 9782140044076, lire en ligne)
- « Aux origines de l’État islamique : entre idéal, nostalgie et violence armée », Regards croisés sur l'économie, no 20,‎ 2017, p. 136-145 (ISBN 9782707197269, lire en ligne)
- « Pourquoi devrions-nous combattre Daech ? Ressources et dynamiques de la mobilisation des tribus sunnites d’Irak. », Hérodote, no 160,‎ 2016 (ISSN 0338-487X, lire en ligne)
- « Daech, une décennie d’aliénation sunnite en Irak », Les Cahiers de l'Orient,‎ nº121, hiver 2015, p. 37-44 (lire en ligne) et coordination du dossier entier "L'Irak au défi de Daesh" (lire en ligne).
- « Les Arabes sunnites d’Irak face à Bagdad et l’État islamique : l’irréversible sécession ? », Outre-Terre, L'Esprit du temps, no 44,‎ 2015, p. 237-249 (ISBN 9782847953350, lire en ligne)
- « Défaire Daech : une guerre tant financière que militaire », Politique étrangère, no 2,‎ 2015, p. 125-135 (ISBN 9782365673839, lire en ligne)
- « Les sunnites, l’Irak et l’État islamique », Esprit, no 11,‎ 2014, p. 89-98 (ISBN 9791090270534, lire en ligne)
- « La justice transitionnelle dans le monde arabe : fortunes et infortunes », Politique étrangère,‎ 2014, p. 151-161 (ISBN 9782365673044, lire en ligne)
- « La Sahwa tribale irakienne : « réveil » de la tradition ou subversion ? », Maghreb-Machrek, no 212,‎ 2012, p. 27-46 (ISSN 1762-3162, lire en ligne)
- « Fin de l’occupation et crise en Irak : la clef de voûte sunnite », Politique étrangère, no 1,‎ 2012, p. 161-172. (ISBN 9782865929863, lire en ligne)
- « Iraq: The Long Road toward National Reconciliation », The International Spectator, vol. 46, no 3,‎ 2011, p. 25-33 (ISSN 0393-2729, lire en ligne)
- « Iraq’s Tribal “Sahwa”: Its Rise and Fall », Middle East Policy, vol. 18, no 1,‎ 2011, p. 121-131 (DOI 10.1111/j.1475-4967.2011.00477.x, lire en ligne)
- « Irak : turbulences politiques et retrait militaire », Politique étrangère, no 3,‎ 2010, p. 35-46 (ISBN 9782865927647, lire en ligne)
- « Une lecture critique de la Sahwa ou les mille et un visages du tribalisme irakien », Études rurales, Éditions de l'EHESS, no 184,‎ 2009, p. 95-106 (ISBN 9782713222450, lire en ligne)
- « De la tentation hégémonique au déclin de l’Organisation d’Al-Qa‘ida en Irak, miroir des métamorphoses d’une insurrection », Maghreb-Machrek, no 197,‎ 2008, p. 87-101 (ISBN 9782916722412, lire en ligne)
- « Du phénomène arabe sunnite irakien : recompositions sociales, paradoxes identitaires et bouleversements géopolitiques sous occupation (2003-2008) », Hérodote, no 130,‎ 2008, p. 59-75 (ISBN 9782707155931, lire en ligne)
- « L'Irak dans l'abîme de la guerre civile », Politique étrangère, no 1,‎ 2007, p. 13-26 (ISBN 9782200923761, lire en ligne)
- « Irak : avancées et écueils d’une transition (2005-2006) », Afrique du Nord - Moyen-Orient, La Documentation française, nos 5244-5245 « Le Moyen-Orient en crise »,‎ 2006, p. 95-120 (ISSN 1763-6191)
- « Les enjeux d'une guerre fratricide », in Dossier « L'Islam contre l'Islam : les raisons du tumulte », in Ultréïa, no 3, printemps 2015, p. 86-92.